# 方形隙蛛
方形隙蛛（学名：Coelotes quadratus）为暗蛛科隙蛛属的动物。在中国大陆，分布于广西等地。该物种的模式产地在广西大明山。